# Xyris subulata
Xyris subulata är en gräsväxtart som beskrevs av Hipólito Ruiz López och Pav.. Xyris subulata ingår i släktet Xyris och familjen Xyridaceae.

## Underarter
Arten delas in i följande underarter:
- X. s. acutifolia
- X. s. subulata